# Amy Sène
Amy Sène (ur. 6 kwietnia 1986 w Lorient) – francuska lekkoatletka specjalizująca się w rzucie młotem od 2010 roku reprezentująca Senegal, dwukrotna olimpijka.
Na początku międzynarodowej kariery wystąpiła na mistrzostwach Europy do lat 23 w Debreczynie, gdzie zajęła 16. miejsce w eliminacjach i nie awansowała do finału. Trzy lata później, już jako Senegalka, wywalczyła złoty medal podczas seniorskich mistrzostw Afryki. W 2012 obroniła tytuł mistrzyni Afryki. Ponad miesiąc później wystąpiła na igrzyskach olimpijskich w Londynie, jednakże bez większego sukcesu. W następnym roku na światowym czempionacie uplasowała się na 23. pozycji, co poskutkowało odpadnięciem z dalszej rywalizacji. Wicemistrzyni Afryki z Marrakeszu (2014) oraz srebrna medalistka igrzysk afrykańskich (2015). Nie zaliczyła żadnej próby na igrzyskach panamerykańskich w Toronto. W 2016 po raz trzeci została mistrzynią kontynentu w rzucie młotem. W tym samym roku uczestniczyła na kolejnych igrzyskach w Rio de Janeiro.
Złota medalistka mistrzostw Senegalu.
Rekord życiowy: 69,70 (25 maja 2014, Forbach) – były rekord Afryki.

## Osiągnięcia
| Rok                   | Impreza                        | Miejsce               | Pozycja               | Wynik                 |
| Reprezentacja Francja | Reprezentacja Francja          | Reprezentacja Francja | Reprezentacja Francja | Reprezentacja Francja |
| --------------------- | ------------------------------ | --------------------- | --------------------- | --------------------- |
| 2007                  | Młodzieżowe mistrzostwa Europy | Debreczyn             | el. – 16. miejsce     | 57,85                 |
| Reprezentacja Senegal |                                |                       |                       |                       |
| 2010                  | Mistrzostwa Afryki             | Nairobi               | 1. miejsce            | 64,11                 |
| 2011                  | Mistrzostwa świata             | Daegu                 | el. – 22. miejsce     | 66,15                 |
| 2011                  | Igrzyska afrykańskie           | Maputo                | 1. miejsce            | 61,48                 |
| 2012                  | Mistrzostwa Afryki             | Porto-Novo            | 1. miejsce            | 65,55                 |
| 2012                  | Igrzyska olimpijskie           | Londyn                | el. – 29. miejsce     | 65,49                 |
| 2013                  | Mistrzostwa świata             | Moskwa                | el. – 23. miejsce     | 65,58                 |
| 2014                  | Mistrzostwa Afryki             | Marrakesz             | 2. miejsce            | 64,46                 |
| 2014                  | Puchar interkontynentalny      | Marrakesz             | 6. miejsce            | 59,18                 |
| 2015                  | Igrzyska afrykańskie           | Brazzaville           | 2. miejsce            | 63,64                 |
| 2016                  | Mistrzostwa Afryki             | Durban                | 1. miejsce            | 68,35                 |
| 2016                  | Igrzyska olimpijskie           | Rio de Janeiro        | el. – 25. miejsce     | 64,83                 |